# Битва під Борушківцями
Битва під Борушківцями (Битва під Деревичами у російських джерелах) сталася 14 червня (3 червня за старим стилем 1792) року під час польсько-російської війни 1792 року біля села Борушківці, нині у Любарському районі Житомирської області. Перемога росіян.
Головні польські сили під командуванням князя Юзефа Понятовського відступали від Полонного під прикриттям з півдня дивізією під командуванням Костюшка. Обоз польської армії, який охороняла дивізія генерала Вєльгорського (6500 солдатів, 12 гармат), йшов найкоротшим шляхом через Борушківці, який пролягав через лісисту й заболочену місцевість. Місцевість ускладнювала можливість оборони для поляків, зате давала можливість росіянам непомітно наблизитися до польського обозу.
Після отримання інформації про шлях польських військ російський командувач генерал Михайло Каховський наказав двом козацьким полкам під командою Орлова і частині кавалерії під командуванням Тормасова атакувати поляків. Російські частини атакували і знищили тил польського обоза. Польська кіннота витримала перший натиск росіян, після чого відступила. Обоз захищали 1000 польських піхотинців й артилерія.
Відступу поляків перешкодив той факт, що міст через заболочену річечку Деревичка (недалеко від села Деревичі, куди відступили поляки) обвалився. До росіян підійшло підкріплення (Катеринославський єгерський полк генерала Моркова), і поляки почали відходити під вогнем супротивника.
Польська дивізія зазнала важких втрат у живій силі (981 чоловік), втратила 7 гармат і обоз: зброю, припаси, провіант і частину грошової скарбниці. Росіяни втратили 98 чоловік. Єдиним позитивним для поляків результатом було те, що російське переслідування головних польських сил було дещо затримане. Втрати коронного війська були би більші, якби російський генерал Леванідов зумів закрити їм шлях на Полонне.